# 宮津製作所
株式会社宮津製作所（みやづせいさくしょ）は、群馬県にあった金型製造業者である。
経営統合直前には日本国内では金型製造業では第3位の大手であった。
しかし、受注の低迷などもあり、同業で日本国内ではその時点で第2位であった富士テクニカと経営統合し、2010年（平成22年）12月16日に富士テクニカ宮津事業所になった。その後、富士テクニカ宮津事業所は株式会社富士テクニカ宮津と改称、フェニックス・キャピタルの傘下となった後、現在は東洋鋼鈑の完全子会社となっている。

## 会社沿革
- 1950年（昭和25年） - 太田市西矢島にて治工具製造業として発足。
- 1953年（昭和28年） - 法人に組織を変更、有限会社宮津製作所と称する。資本金800,000円。
- 1957年（昭和32年） - 乗用車用大型金型製作第1号
- 1967年（昭和42年）
  - 本社を大泉工場に移転。内装部品用金型部門を分離し、太田工場を内装金型の専門工場とする。
  - 株式会社宮津製作所に組織を変更
- 1987年（昭和62年）- タイ国に合弁会社TID設立。
- 1989年（平成元年）- 太田東金井工場完成、太田工場を移転。
- 1994年（平成6年）- 米国事務所開設。
- 1995年（平成7年）- 英国事務所開設。
- 1998年（平成10年）
  - 資本金264,500,000円に増資。
  - 英国ロールス・ロイス社よりシルバーセラフ贈呈される。
- 1999年（平成11年）- ISO9001認証取得。
- 2000年（平成12年）- 米国事務所法人化、独国事務所開設。
- 2001年（平成13年）- 仏国事務所開設。
- 2009年（平成21年）- 太田工場を閉鎖、業務は本社工場に移行する。
- 2010年（平成22年）
  - 9月17日 - 富士テクニカと業務提携を発表、全業務を譲渡する[1]。
  - 12月16日 - 富士テクニカとの事業統合が完了し、富士テクニカ宮津事業所になる[1]。